# جيمس غوثري
جيمس غوثري (بالإنجليزية: James Guthrie)‏ هو مهندس الصوت ومنتج أسطوانات ومهندس بريطاني، ولد في 14 نوفمبر 1953 في لندن في المملكة المتحدة.

## وصلات خارجية
- جيمس غوثري على موقع IMDb (الإنجليزية)
- جيمس غوثري على موقع ألو سيني (الفرنسية)
- جيمس غوثري على موقع ميوزك برينز (الإنجليزية)
- جيمس غوثري على موقع أول موفي (الإنجليزية)
- جيمس غوثري على موقع أول ميوزيك (الإنجليزية)
- جيمس غوثري على موقع ديسكوغز (الإنجليزية)
- جيمس غوثري على موقع قاعدة بيانات الفيلم (الإنجليزية)
- جيمس غوثري على موقع كينوبويسك (الروسية)